# Bayreuther Premierenbesetzungen der Meistersinger von Nürnberg

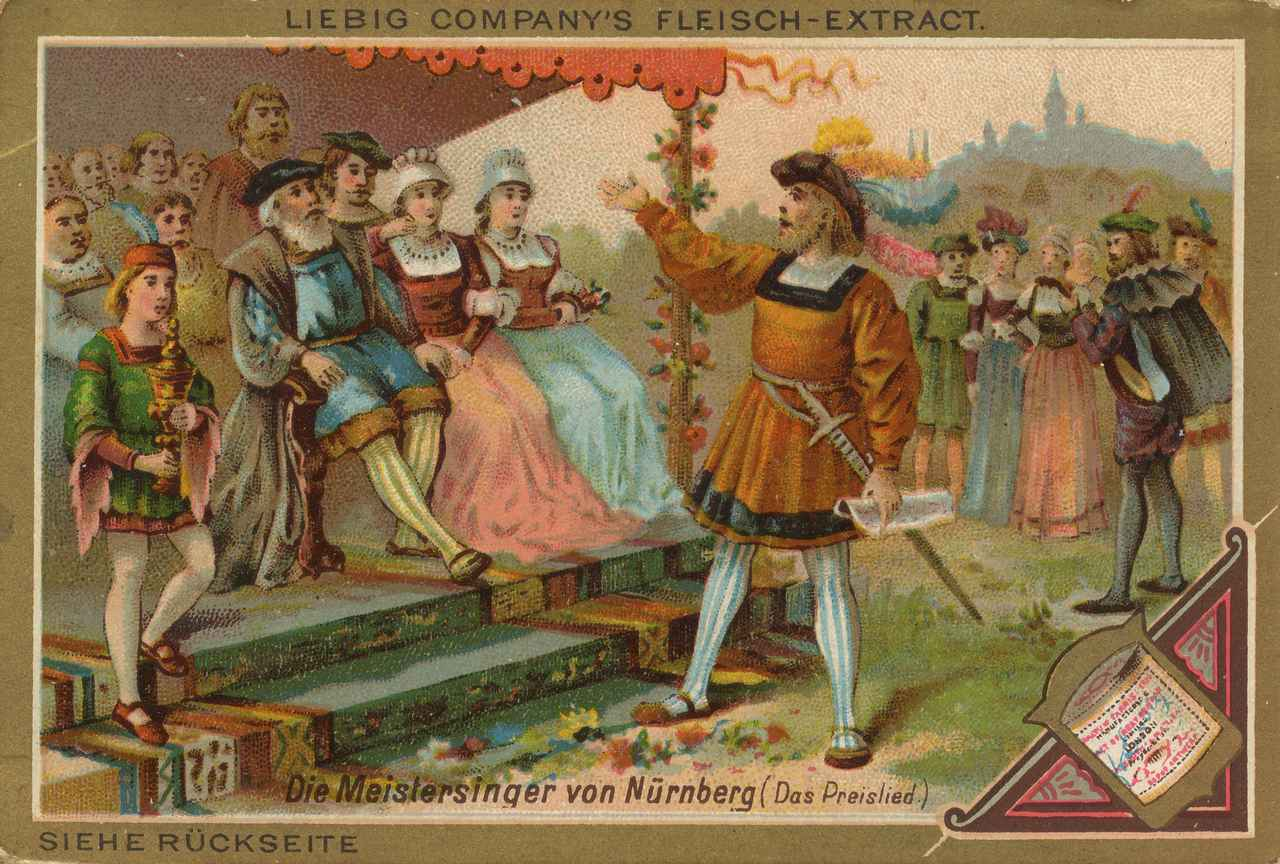
Walther von Stolzing trägt das Preislied vor

Die Bayreuther Premierenbesetzungen der Meistersinger von Nürnberg listet die Mitwirkenden an den Neuinszenierungen von Richard Wagners Oper Die Meistersinger von Nürnberg auf, die seit 1888, dem Jahr der Erstaufführung dieses Werkes im Festspielhaus Bayreuth, im Rahmen der Bayreuther Festspiele stattgefunden haben.

## Die Premierenbesetzungen
In der sechsten Spalte sind die Aufführungszahlen der jeweiligen Inszenierung angegeben.
| Hans Sachs Veit Pogner Kunz Vogelgesang Konrad Nachtigall | Sixtus Beckmesser Fritz Kothner Balthasar Zorn Ulrich Eißlinger                   | Augustin Moser Hermann Ortel Hans Schwarz Hans Foltz                  | Walther von Stolzing David Nachtwächter            | Eva Magdalene                                   |    |
| --- | --------------------------------------------------------------------------------- | --------------------------------------------------------------------- | -------------------------------------------------- | ----------------------------------------------- | -- |
| Erstaufführung, 1888, Regie: Cosima Wagner/August Harlacher, Dirigent: Hans Richter, Bühnenbild: Max Brückner, Chöre: Julius Kniese (bis 1899) |                                                                                   |                                                                       |                                                    |                                                 |    |
| Fritz Plank Heinrich Wiegand Otto Prelinger Wilhelm Gerhartz | Fritz Friedrichs Oskar Schneider Adolf Grupp J. Demuth                            | Wilhelm Guggenbühler Eugen Gebrath Max Halper Carl Selzburg           | Heinrich Gudehus Charles Hedmont Peter Ludwig      | Therese Malten Rosa Sucher                      | 22 |
| Siegfried Wagner, 1911, Dirigent: Hans Richter, Chöre: Hugo Rüdel (bis 1925) |                                                                                   |                                                                       |                                                    |                                                 |    |
| Hermann Weil Carl Braun Franz Szekelyhidy Georg Nieratzky | Heinrich Schultz Nicola Geisse-Winkel Willy Birkenfeld Karl Schroeder             | Friedrich Galvagni Richard van Helvoirt-Pél Eugen Guth Ernst Lehmann  | Walter Kirchhoff Karl Ziegler Paul Klante          | Lilly Hafgren-Waag Gisela Staudigl              | 20 |
| Heinz Tietjen 1, Juli 1933, Dirigent: Karl Elmendorff, Chöre: Hugo Rüdel (bis 1934) |                                                                                   |                                                                       |                                                    |                                                 |    |
| Jaro Prohaska Emanuel List Willi Störring Hans Wrana | Eugen Fuchs Gotthold Ditter Gerhard Witting Harry Steier                          | Fritz Marcks Edwin Heyer Franz Sauer Richard Ludewigs                 | Fritz Wolff Martin Kremer Fritz Bräuer             | Maria Müller Rut Berglund                       | 12 |
| Heinz Tietjen 2, 16. Juli 1943, Dirigent: Wilhelm Furtwängler, Bühnenbild: Wieland Wagner, Chöre: Gerhard Steeger (bis 1944) |                                                                                   |                                                                       |                                                    |                                                 |    |
| Hans Hermann Nissen Friedrich Dalberg Benno Arnold Helmut Fehn | Eugen Fuchs Fritz Krenn Gerhard Witting Gustav Rödin                              | Karl Krollmann Herbert Gosebruch Franz Sauer Alfred Dome              | Ludwig Suthaus Erich Witte Erich Pina              | Hilde Scheppan oder Maria Müller Camilla Kallab | 28 |
| Rudolf Otto Hartmann, 24. Juli 1951, Dirigent: Herbert von Karajan, Bühnenbild: Hans Reissinger, Chöre: Wilhelm Pitz (bis 1952) |                                                                                   |                                                                       |                                                    |                                                 |    |
| Otto Edelmann Friedrich Dalberg Erich Majkut Hans Berg | Erich Kunz Heinrich Pflanzl Josef Janko Karl Mikorey                              | Gerhard Stolze Heinz Tandler Heinz Borst Arnold van Mill              | Hans Hopf Gerhard Unger Werner Faulhaber           | Elisabeth Schwarzkopf Ira Malaniuk              | 14 |
| Wieland Wagner 1, 24. Juli 1956, Dirigent: André Cluytens, Bühnenbild: Wieland Wagner, Kostüme: Kurt Palm, Chöre: Wilhelm Pitz (bis 1961) |                                                                                   |                                                                       |                                                    |                                                 |    |
| Hans Hotter Josef Greindl Josef Traxel Egmont Koch | Karl Schmitt-Walter Dietrich Fischer-Dieskau Heinz-Günther Zimmermann Erich Benke | Josef Janko Hans Habietinek Alexander Fenyves Eugen Fuchs             | Wolfgang Windgassen Gerhard Stolze Alfons Herwig   | Gré Brouwenstijn Georgine von Milinkovic        | 34 |
| Wieland Wagner 2, 25. Juli 1963, Dirigent: Thomas Schippers, Bühnenbild: Wieland Wagner, Kostüme: Kurt Palm, Choreografie: Gertrud Wagner, Chöre: Wilhelm Pitz (bis 1964)                                                                                    |                                                                                   |                                                                       |                                                    |                                                 |    |
| Otto Wiener Kurt Böhme Ticho Parly Gerd Nienstedt | Carlos Alexander Gustav Neidlinger Stefan Schwer Günther Treptow                  | Hermann Winkler Zoltán Kelemen Fritz Linke Ernst Krukowski            | Jess Thomas Erwin Wohlfahrt Heinz Hagenau          | Anja Silja Ruth Hesse                           | 16 |
| Wolfgang Wagner 1, 25. Juli 1968, Dirigent: Karl Böhm, Bühnenbild: Wolfgang Wagner, Kostüme: Kurt Palm, Chöre: Wilhelm Pitz (bis 1975) |                                                                                   |                                                                       |                                                    |                                                 |    |
| Theo Adam Karl Ridderbusch Sebastian Feiersinger Dieter Slembeck | Thomas Hemsley Gerd Nienstedt Günther Treptow Erich Klaus                         | William Johns Heinz Feldhoff Fritz Linke Hans Franzen                 | Waldemar Kmentt Hermin Esser Kurt Moll             | Gwyneth Jones Janis Martin                      | 43 |
| Wolfgang Wagner 2, 26. Juli 1981, Dirigent: Mark Elder, Bühnenbild: Wolfgang Wagner, Kostüme: Reinhard Heinrich, Chöre: Norbert Balatsch (bis 1988) |                                                                                   |                                                                       |                                                    |                                                 |    |
| Bernd Weikl Manfred Schenk David Kuebler Martin Egel | Hermann Prey Jef Vermeersch Udo Holdorf Toni Krämer                               | Helmut Pampuch Sándor Sólyom-Nagy Heinz Klaus Ecker Dieter Schweikart | Siegfried Jerusalem Graham Clark Matthias Hölle    | Mari-Anne Häggander Marga Schiml                | 43 |
| 1996–2002: Wolfgang Wagner 3, Dirigent: Daniel Barenboim, Bühnenbild: Wolfgang Wagner, Kostüme: Jorge Jara, Choreografie: Iván Markó, Chöre: Norbert Balatsch (25. Juli 1996)                                                                                |                                                                                   |                                                                       |                                                    |                                                 |    |
| Robert Holl Eric Halfvarson Bernhard Schneider Roman Trekel | Andreas Schmidt Hans-Joachim Ketelsen Torsten Kerl Peter Maus                     | Helmut Pampuch Sándor Sólyom-Nagy Alfred Reiter Jon Pescevich         | Peter Seiffert Endrik Wottrich Kwangchul Youn      | Renée Fleming Birgitta Svendén                  | 45 |
| 2007–2012: Katharina Wagner, Dirigent: Sebastian Weigle, Bühnenbild: Tilo Steffens, Kostüme: Michaela Barth, Licht: Andreas Grüter, Dramaturgie: Robert Sollich, Chöre: Eberhard Friedrich (25. Juli 2007)                                                   |                                                                                   |                                                                       |                                                    |                                                 |    |
| Franz Hawlata Artur Korn Charles Reid Rainer Zaun | Michael Volle Markus Eiche Edward Randall Hans-Jürgen Lazar                       | Stefan Heibach Martin Snell Andreas Macco Diógenes Randes             | Klaus Florian Vogt Norbert Ernst Friedemann Röhlig | Amanda Mace Carola Guber                        | 30 |
| 2017–2021: Barrie Kosky, Dirigent: Philippe Jordan, Bühnenbild: Rebecca Ringst, Kostüme: Klaus Bruns, Licht: Franck Evin, Dramaturgie: Ulrich Lenz, Chöre: Eberhard Friedrich (25. Juli 2017)                                                                |                                                                                   |                                                                       |                                                    |                                                 |    |
| Michael Volle Günther Groissböck Tansel Akzeybek Armin Kolarczyk | Johannes Martin Kränzle Daniel Schmutzhard Paul Kaufmann Christopher Kaplan       | Stefan Heibach Raimund Nolte Andreas Hörl Timo Riihonen               | Klaus Florian Vogt Daniel Behle Georg Zeppenfeld   | Anne Schwanewilms Wiebke Lehmkuhl               | 24 |
| seit 2025: Matthias Davids, Dirigent: Daniele Gatti, Bühnenbild: Andrew D. Edwards, Kostüme: Susanne Hubrich, Choreografie: Simon Eichenberger, Licht: Fabrice Kebour, Dramaturgie: Christoph Wagner-Trenkwitz, Chöre: Thomas Eitler-de Lint (25. Juli 2025) |                                                                                   |                                                                       |                                                    |                                                 |    |
| Georg Zeppenfeld Jongmin Park Martin Koch Werner Van Mechelen | Michael Nagy Jordan Shanahan Daniel Jenz Matthew Newlin                           | Gideon Poppe Alexander Grassauer Tijl Faveyts Patrick Zielke          | Michael Spyres Matthias Stier Tobias Kehrer        | Christina Nilsson Christa Mayer                 |    |